# 선진버스
선진버스(先進―)는 선진그룹 버스사업부문 산하 김포시내버스 자회사고, 본사는 경기도 김포시 월곶면 김포대로 2600에 위치하고 있다.

## 개요
선진버스는 본래 인천이 아닌 경기도 면허를 가진 시외버스 회사로 운영했으나 1995년부터 좌석버스 81번 (2001년경에 도시형버스로 형간 전환)을 운행하는 것을 시작으로 이후 김포시의 시내버스와 김포시의 마을버스를 모두 운행하였다. 그러다 마을버스 노선은 금파운수로, 시내버스 노선은 김포운수로(일부 노선은 다시 선진버스로 이관받음), 고양시 지역의 시내버스는 고양교통으로, 강화군의 군내버스와 70번, 70-1번은 강화교통으로 양도되었다.

## 역사
- 1954년 12월 6일 모태인 인항여객운수(仁港旅客運輸)로 설립하였다.
- 1997년 선진운수에 인수되어 현재의 사명으로 변경하였다.
- 2000년 선진그룹 버스사업부문에 인수되었다.
- 2001년 1월 13일 경기도 김포시 사우동으로 본사를 이전.
- 2002년 8월 8일 경기도 고양시 일산구 식사동에 지점 설치.
- 2005년 1월 25일 일산 소재 지점 폐쇄.
- 2011년 11월 15일 경기도 김포시 월곶면 월하로로 본사를 이전.
- 2013년 10월 22일 경기도 김포시 양촌읍 구래리에 양촌지점 설치.
- 2015년 7월 일산엠버스가 운행하던 국토교통부의 광역급행버스 M7119번을 인수하여 고양시 면허 노선을 운행하기 시작.
- 2015년 10월 15일 걸포지점, 부천지점 설치.
- 2016년 12월 14일 현 위치인 경기도 김포시 월곶면 김포대로 월곶공영차고지로 이전.
- 2018년 4월 13일 일산엠버스주식회사의 상호가 주식회사 선진으로 변경.
- 2019년 10월 18일 국토교통부의 광역급행버스 M7145번 노선 개통.
- 2020년 2월 24일 강화지점을 인천광역시 강화군 강화읍 중앙로로 이전. 부천지점 폐지. 학운지점, 북변지점 설치.
- 2021년 10월 16일 90-1번 노선 부평역 ~ 작전역 구간 단축
- 2022년 1월 8일 201번, 202번 '서정마을버스'로 이관.
- 2022년 9월 13일 90-1번 노선 작전역 ~ 완정 사거리 구간 단축
- 2023년 9월 23일 일반 시내 2000번 노선 행신동 단축

## 현황
2022년 1월 기준이다.
| 운행업체                | 보유 노선수 | 보유 노선수 | 보유 노선수 | 보유 노선수 | 보유 노선수 | 등록 대수 | 등록 대수 | 등록 대수 | 등록 대수 | 등록 대수 |
| ----------------------- | ----------- | ----------- | ----------- | ----------- | ----------- | --------- | --------- | --------- | --------- | --------- |
| 운행업체                | 노선 합계   | 광역급행    | 직행좌석    | 일반좌석    | 시내일반    | 대수 합계 | 광역급행  | 직행좌석  | 일반좌석  | 시내일반  |
| 선진버스 (김포시)(선진) | 24          | 1           | 3           | 2           | 18          | 212       | 15        | 33        | 10        | 155       |
| 선진버스 (고양시)(선진) | 1           | -           | -           | -           | 1           | 2         | -         | -         | -         | 2         |

## 운행 노선

### 도시형버스
- ● 33번: 월곶공영차고지 - 통진중고등학교 - 곡촌1.2단지 - 김포시자원화센터 - 뉴고려병원 - 장기역 - 운양역 -  걸포동 - 킨텍스 - 대화역 (2025년 1월 3일부로 노선신설)
- ● 33-1번: 유현마을.신동아아파트 - 당곡고개 - 서해1.2차아파트 - 사우역.김포고 - 걸포초등학교 - 킨텍스 - 대화역 - 현대백화점 → 일산동부경찰서 → 일산동구청 (2019년 9월 28일 신설)
- ● 33-2번:김포차량등록사업소 - 사우역 - 홈플러스 - 킨텍스 (2025년 1월 3일부로 33번과 같이 노선신설)
- ● 53번: 북변환승센터 - 구두물 - 외옹주물 - 고창초등학교 - 장기중학교 - 센트럴자이
- ● 81번: 구래리차고지 - 반도유보라5차 - 구래역 - 솔터마을입구 - 마산역 - 뉴고려병원 - 수자인.호반아파트 - 한강로사거리 - 나진교 - 홈플러스.산림조합 - 산호아파트앞 - 김포초교 - 사우역.김포고 - 풍무동 - 유현사거리 - 장기동(인천) - 계양역 - 계양중학교 - 귤현역 - 박촌역 - 임학역 - 계양도서관 - 계산역 - 계산동 우체국 (작전역에서 계산동우체국으로 노선 단축)
- ● 81-1번: 양촌산업단지 - 양곡 - 곡촌 3단지 - 장기역 - 수정마을 - 전원마을 - 모담마을 - 걸포동 - 북변환승센터 - 사우역.김포고 - 길훈4차 - 수행마을.홈플러스 - 유현마을(신동아아파트) - 유현사거리 - 계양역 - 귤현역 - 동양지구 - 박촌역 - 임학역 - 롯데마트(계산동)
- ● 83번: 김포고등학교 - 김포 한전 - 지경 - 누산리 - 양곡 - 대능리 - 학운리
- ● 86-1번: 누산리 - 양곡 - 구래리 - 대능3리 - 율생3리 - 대곶
- ● 90번: 강화터미널 - 김포대학 입구 - 군하리 - 마송 - 양곡 - 구래역 - 해병2사단.향동 - 검단 - 검암역 입구 - 공촌동 - 계산동 - 경인교대입구역 - 작전역 - 갈산역 - 부평구청역 - 부평역
- ● 90-1번: 양촌산업단지 - 검단 - 검단사거리역 - 마전역 - 완정역
- ● 101번: 김포보건소 → 김포고등학교 → 누산리 → 수참 → 하성 → 개곡리 → 갈산리 → 석정리 → 대명항 → 대곶면 → 양곡 → 장기지구 → 김포고등학교 → 김포보건소
- ● 102번: 김포보건소 → 김포고등학교 → 누산리 → 양곡 → 대곶면 → 대명항 → 석정리 → 갈산리 → 개곡리 → 하성 → 수참 → 장기지구 → 김포고등학교 → 김포보건소
- ● 841번: 김포차량등록사업소 - 사우역 - 홈플러스 - 블로대곡동행정복지센터 - 마전역 - 검단신도시 - 장기동 - 귤현역 - 동양주공 - 임학역 - 계산공고  (현재 차량사업소에서 계산방향으로 운행중)
- ● 2000번: 구래역 - 마산역 - 뉴고려병원 - 장기동행정복지센터 - 수정마을 - 장기마을입구.검은다리 - 김포차량등록사업소 - (일산대교) - 대화역 - 주엽역 - 일산동구청 - 마두역 - 대곡역 - 행신초교 - 무원고교 - 행신역 (2023년 1월 3일 직행좌석버스에서 형간전환 및 노선 변경, 2023년 1월 20일 33번과 통합 및 김포시 구간 연장)

### 맞춤형버스
- ● 60번 (고양시내버스): 이전마을회관 - 마골 - 청아공원 - 중산동 - 일산역 (2017년 10월 13일 신설)

### 일반좌석버스
- ● 21번: 구래리차고지 - 구래동행정복지센터 - 구래역 - 솔터마을 - 마산역 - 뉴고려병원 - 한강센트럴자이 - (우회도로) - 고촌역 - 개화역 - 김포공항.국내선.국제선.롯데몰 (2017년 4월 1일 신설)

### 직행좌석버스
- ● 7000번: 금성백조예미지(구래리차고지) - 한가람마을.우미린 - 구래역 - 힐스테이트.경남아너빌스 - 마산역 - 수자인.호반아파트 - 모아미래도 - 올림픽대로(직행) - 당산역(2호선) (2016년 12월 19일 신설) (전 차량 2층버스)
- ● 7100번: 한강센트럴블루힐(구래리차고지) - 솔터마을3단지 - 한강레이크 - 주택단지 - 뉴고려병원 - 래미안한강아파트 - 전원마을1단지 - 모담마을 - 올림픽대로(직행) - 당산역(2호선) (2018년 7월 1일 신설)
- ● 9000번: 북변환승센터 - 걸포초교 - 운양역 - 장기역.신영아파트 - 마산역 - 구래역 - 용산동입구 - 수도권제2순환고속도로 - 인천국제공항고속도로 - 인천국제공항 (2018년 3월 19일 신설)

### 국토교통부의 광역급행버스
- ● M7119번 (고양시내버스): 위시티 3,4단지 - 위시티 입구 - 풍동상가 - 일산동구청 - 마두역 - 연세대학교 - 이대후문 - 광화문 - 삼성프라자 - 서울역(계열사인 일산엠버스의 고양시 한정면허가 만료되어 선진버스가 인수하였으며 법인명은 주식회사 선진으로 변경.)

## 이전 운행 노선

### 도시형버스
- ● 33번: 고다니9단지 - 양곡주공7단지 - 곡촌마을입구 - 신양중학교 - 구래역 - 솔터마을 - 마산역 - 장기고등학교 - 수정마을 - 장기마을입구.검은다리 - 대화역 - 현대백화점 - 라페스타 - 정발산역 (2019년 9월 28일 부로 33-1번 개통과 동시에 일부 구간 변경, 2023년 1월 20일 2000번과 통합)

### 일반좌석버스
- ● 22번: 금성백조예미지 - LH한가람마을2단지 - 양곡버스정류장 - 호수마을2.3.5단지 - 모산.연운사 - 고창마을.KCC - 장기역 - 가현초등학교 - 수정마을 - (우회도로) - 고촌역 - 개화역 - 김포공항.국내선.국제선.롯데몰 - 송정역 - 마곡역 (종점을 송정역에서 마곡역으로 연장, 2022년 3월 27일부터 운행 중단)

### 직행좌석버스
- ● 2000번: 산내마을 - 광역보건지소 - 해솔마을 - 운정행복센터 - 운정고 - 경기인력개발원 - 덕이동이마트 - 대화역 - 주엽역 - 일산동구청 - 마두역 - 대곡역 - 행신동 - 디지털미디어시티역 - 연세대학교 - 이대후문 - 숭례문 - 서울역 (2017년 2월 17일 신성여객에서 이관, 2020년 9월 30일부터 운행 중단, 2022년 12월 29일 재개통, 2023년 1월 3일부터 도시형버스로 형간전환)

### 국토교통부의 광역급행버스
- ● M7145번: 원당 대림아파트 - 신원당 마을입구 - 원당역 - 원흥역 - 도래울2단지 상가 - 도래울 마을 5,6단지 - 합정역 - 홍대입구역 - 연세대앞 - 이대후문 - 서대문역 - 충정로역 (2020년 11월 23일부터 운행 중단, 2022년 12월 22일 폐선)

## 보유 차량

#### 현대자동차
- 현대 카운티
- 현대 그린시티
- 현대 뉴 슈퍼 에어로시티
- 현대 저상 뉴 슈퍼 에어로시티
- 현대 일렉시티
- 현대 뉴 프리미엄 유니버스 스페이스 럭셔리
- 현대 뉴 프리미엄 유니버스 프라임

#### 중국항공공업집단공사
- 에빅 엔비온 EV

#### JJ모터스
- JJ모터스 V105 EV

#### 스카이웰
- 스카이웰 네오 EV
- 스카이웰 엘페 EV
- 스카이웰 아이즘 EV
- 스카이웰 네오포스 EV
- 스카이웰 볼트온 EV
- 스카이웰 리오네 EV

#### MAN
- MAN 라이온스 시티

#### 볼보버스
- 볼보 B8RLE

## 본점 및 지점 현황
- 본점: 경기도 김포시 월곶면 김포대로 2600, 월곶공영차고지
- 강화지점: 인천광역시 강화군 강화읍 중앙로 43
- 양촌지점: 경기도 김포시 양촌읍 김포한강3로 611-12
- 걸포지점: 경기도 김포시 감암로 127 (걸포동)
- 학운지점: 경기도 김포시 양촌읍 학운리 3318
- 북변지점: 경기도 김포시 북변동 380-43

## 갤러리

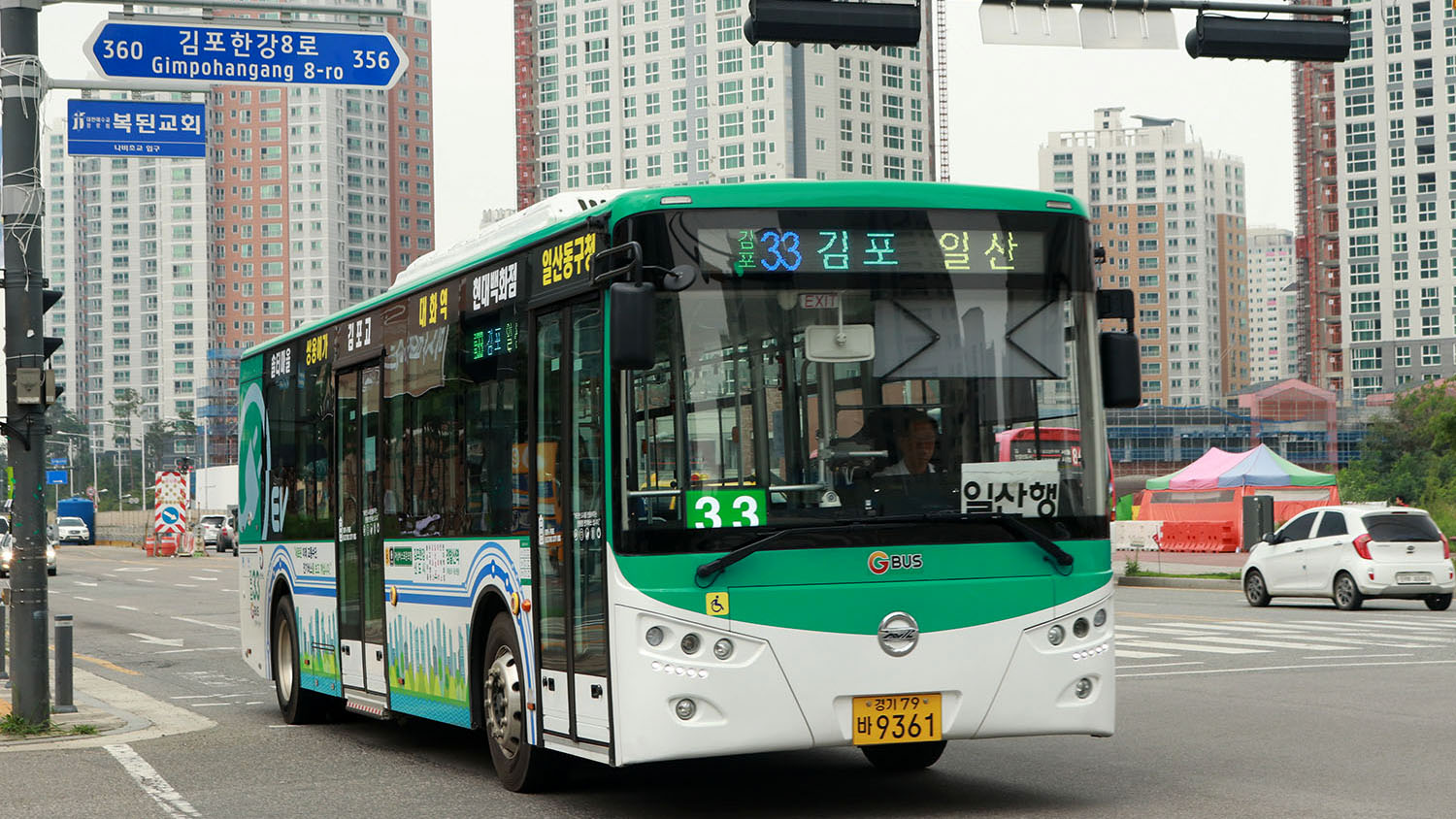
김포시내버스 33번 (전기버스)
김포시내버스 90번
김포시내버스 90-1번 (현 90-1번은 무관)
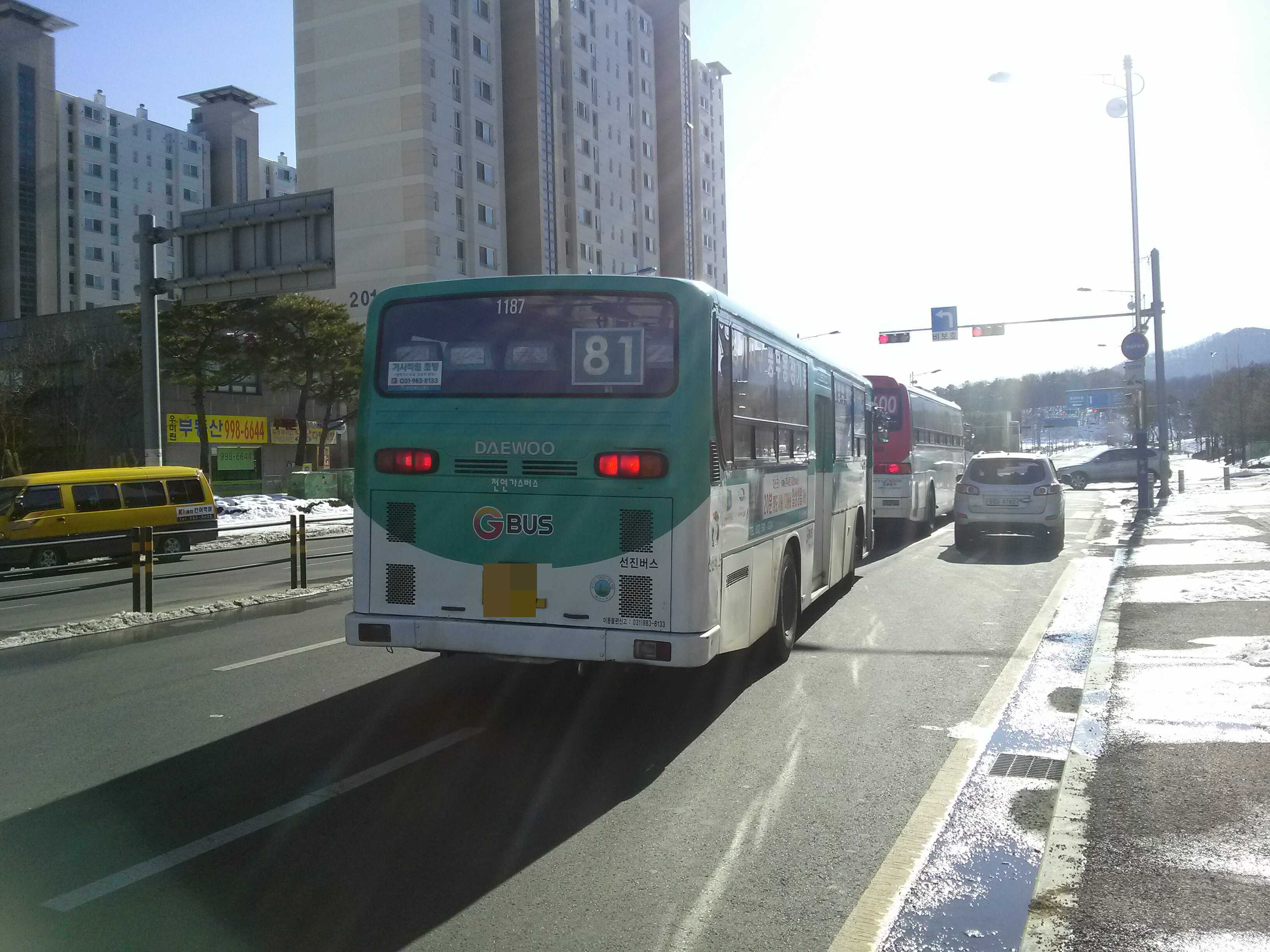
김포시내버스 81번
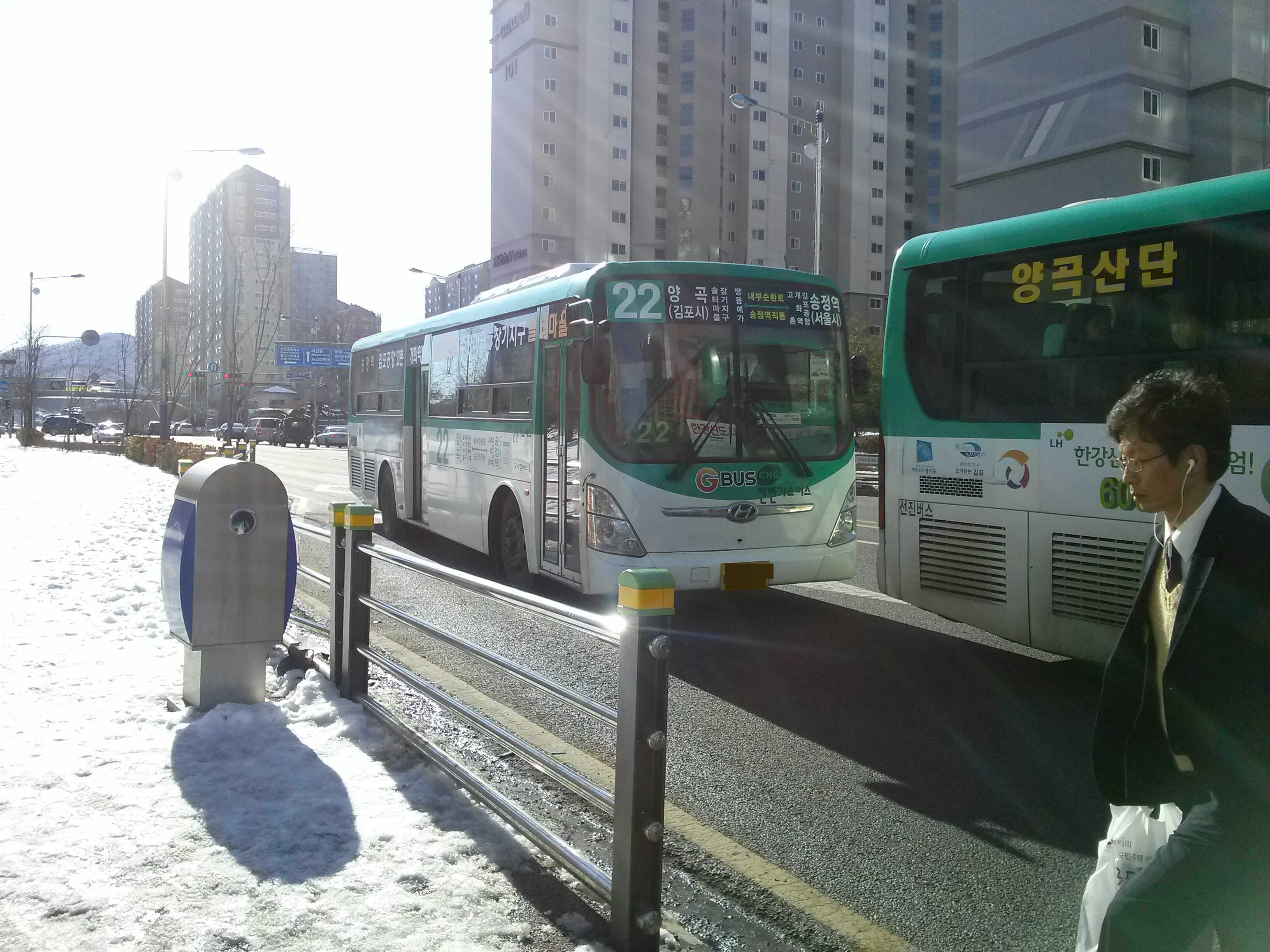
김포시내버스 22번
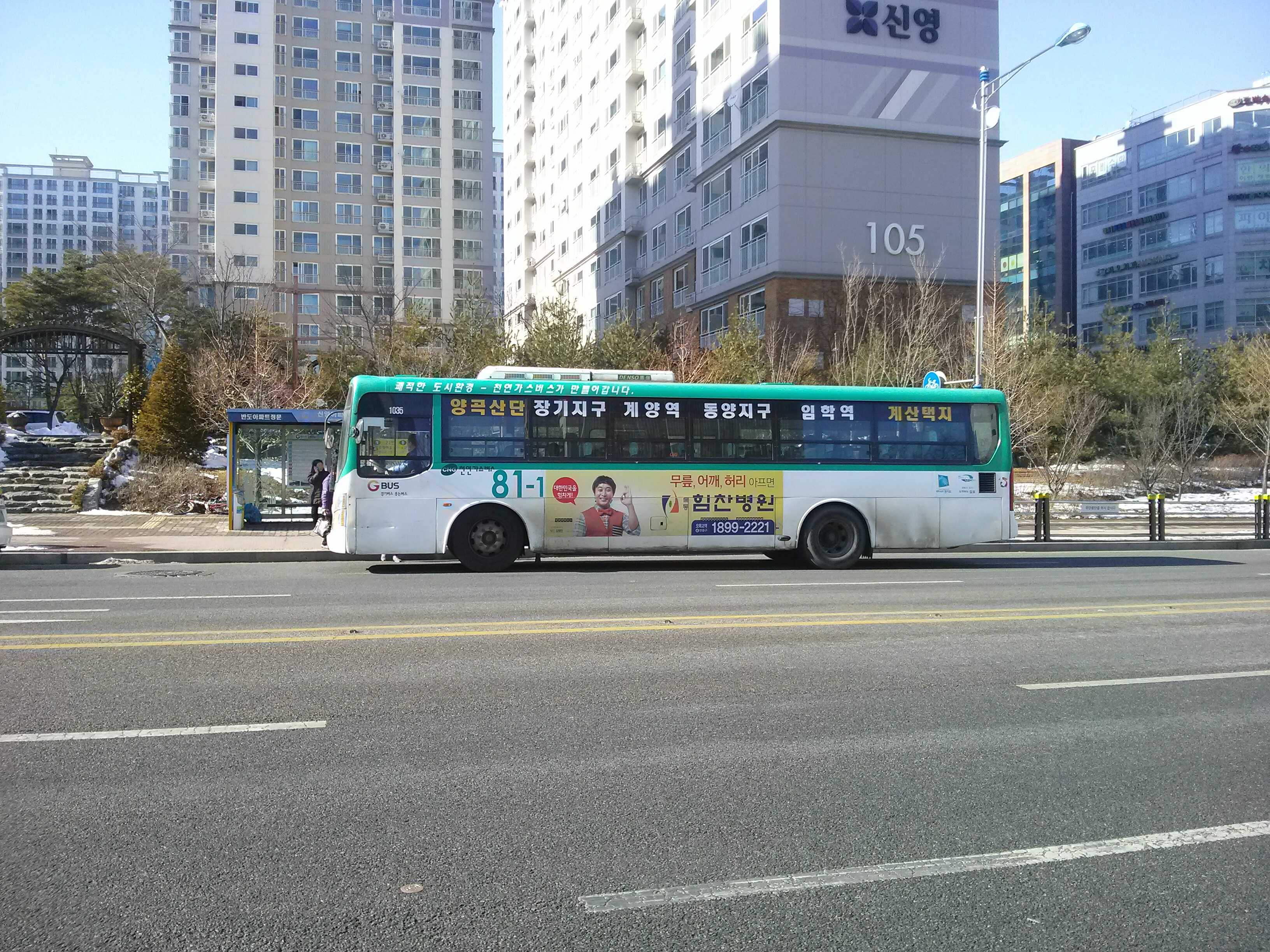
김포시내버스 81-1번
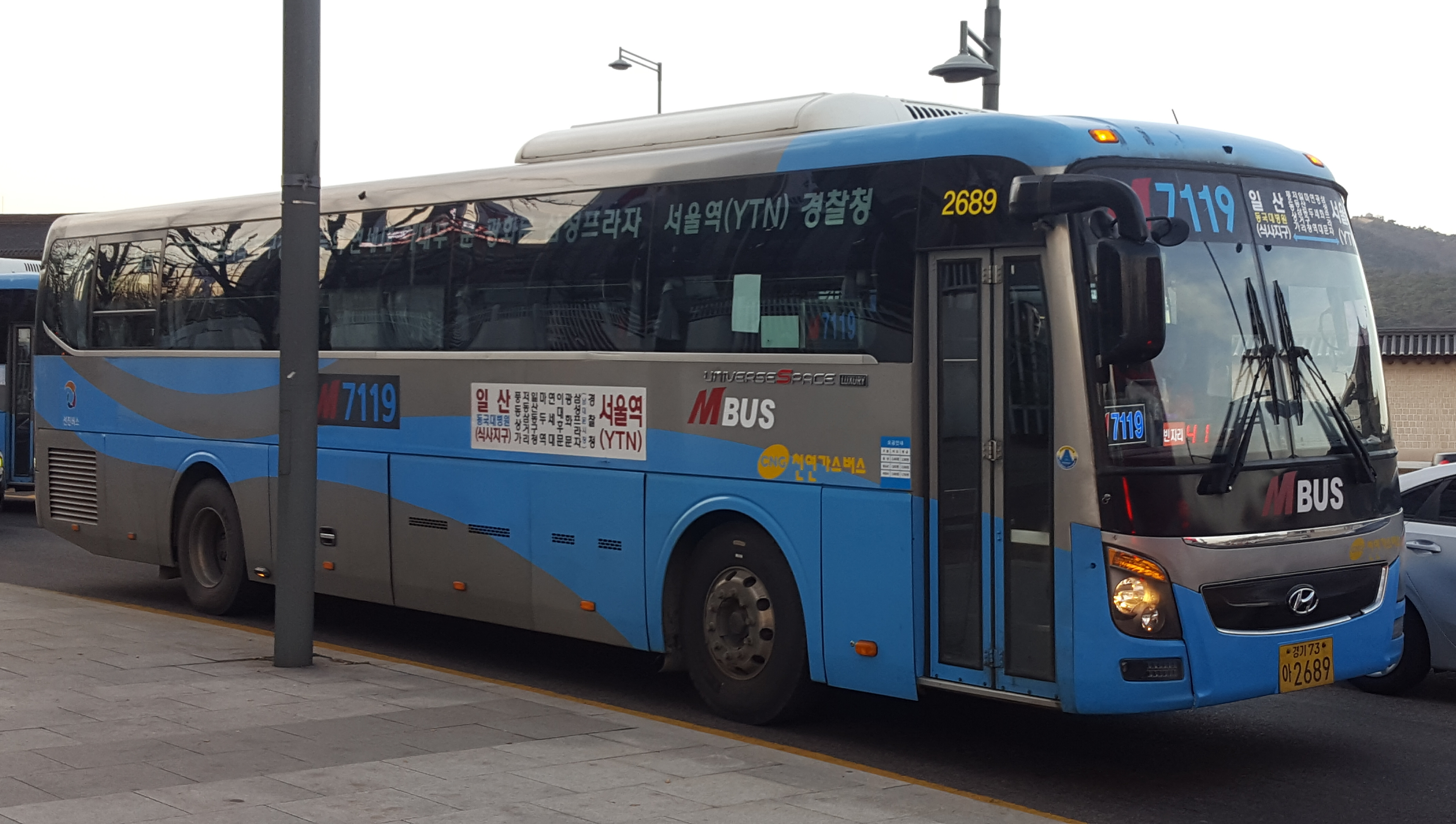
고양시내버스 M7119번
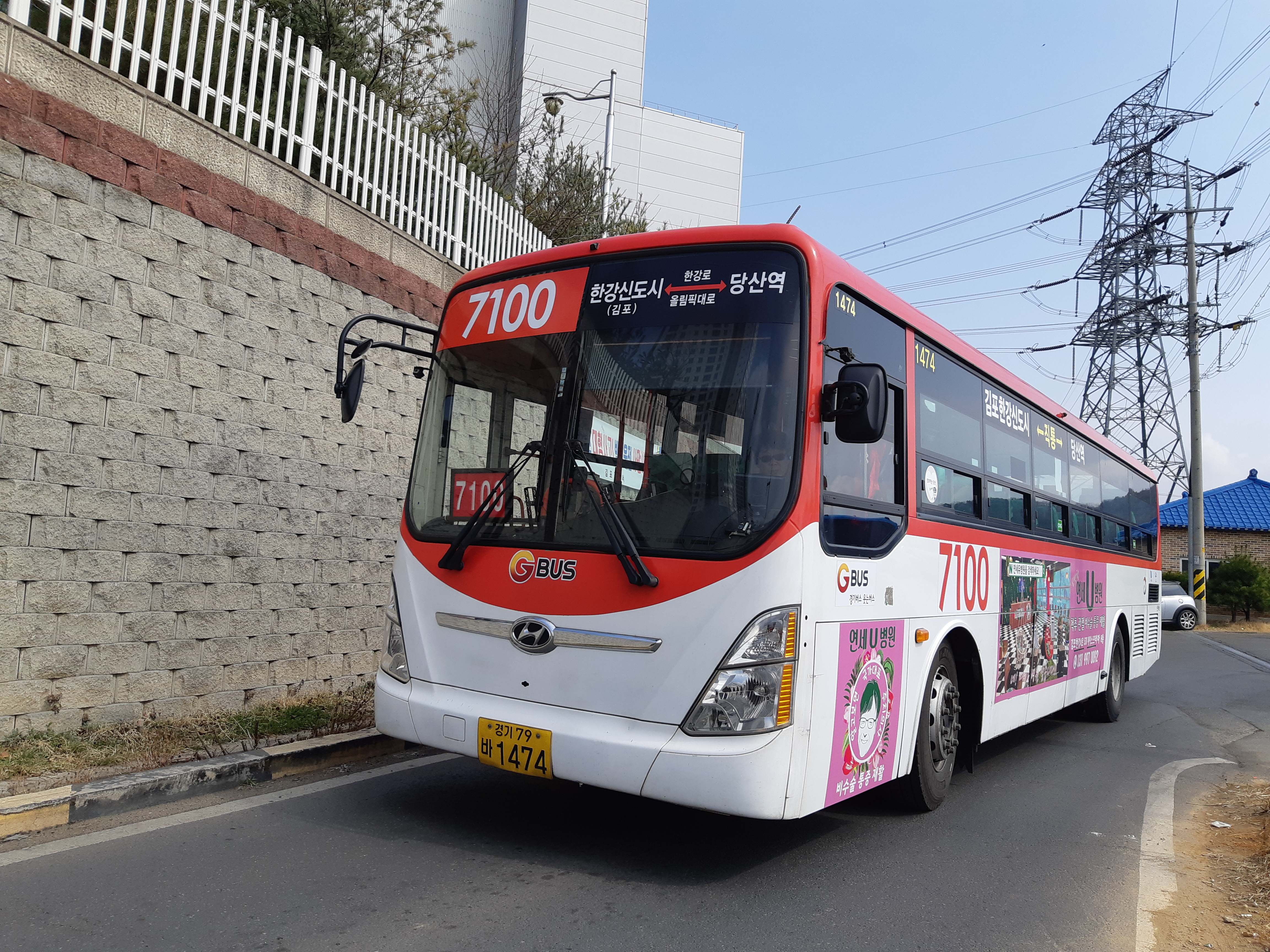
김포시내버스 7100번
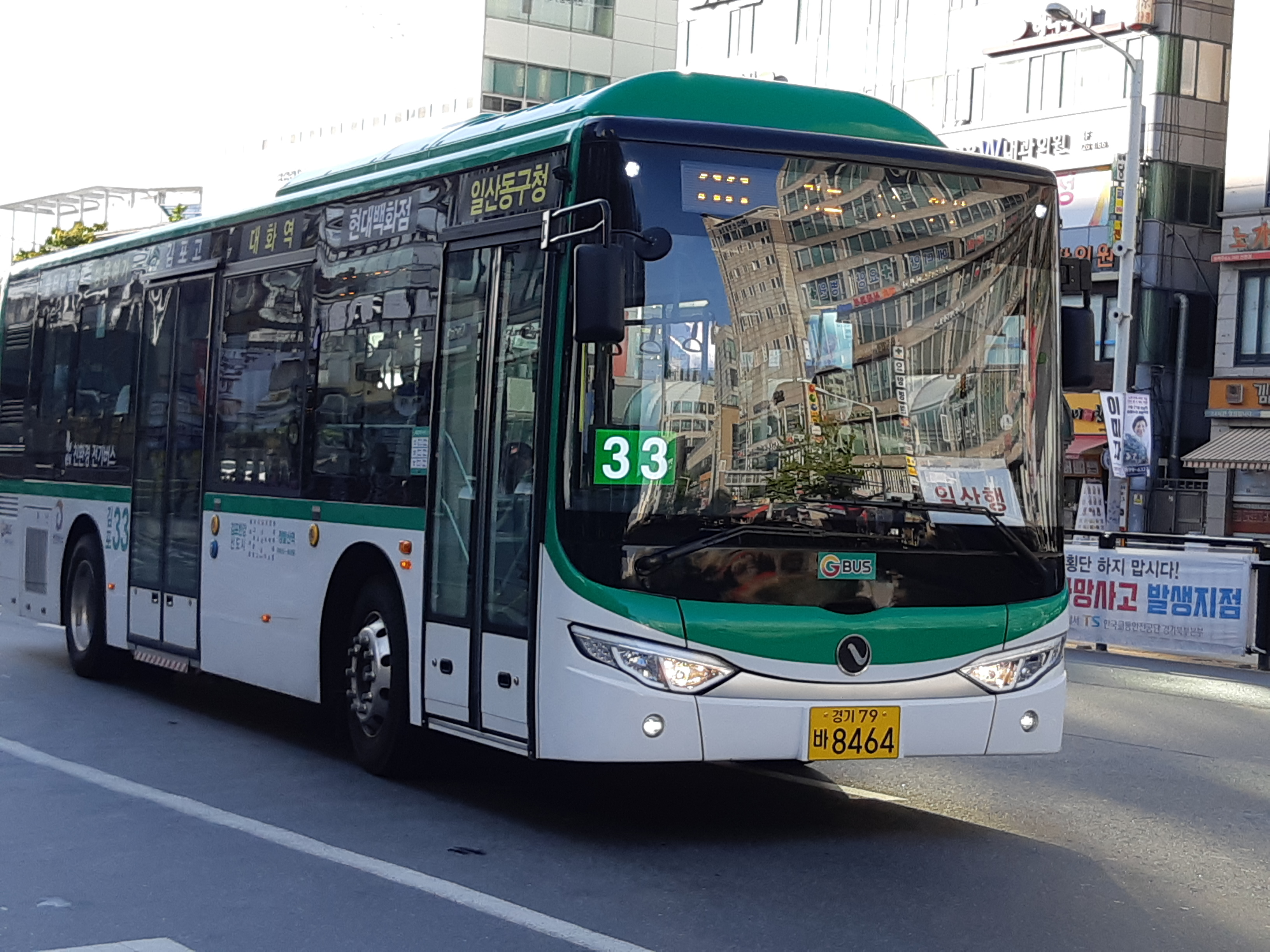
김포시내버스 33번 전기버스
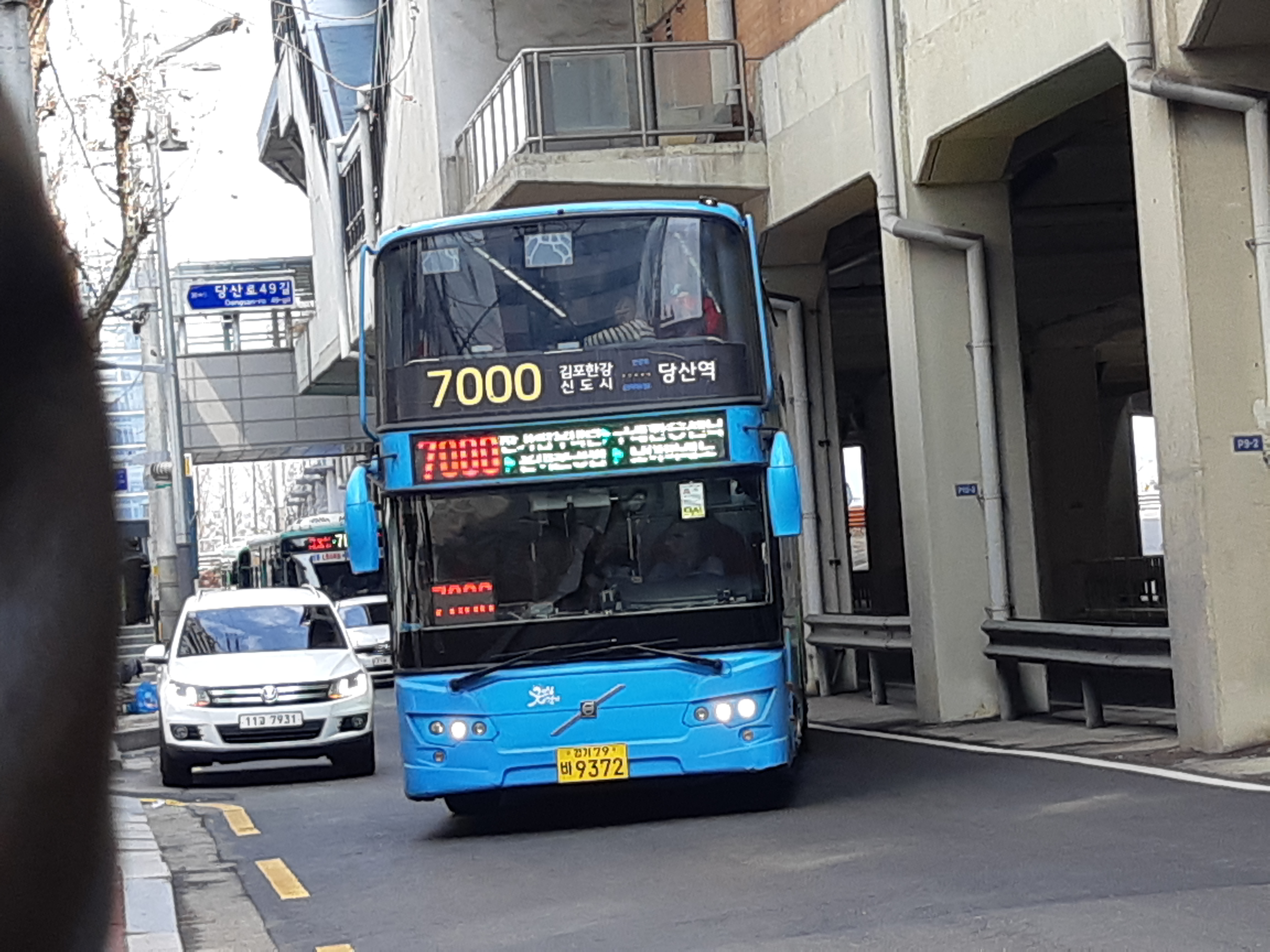
김포시내버스 7000번
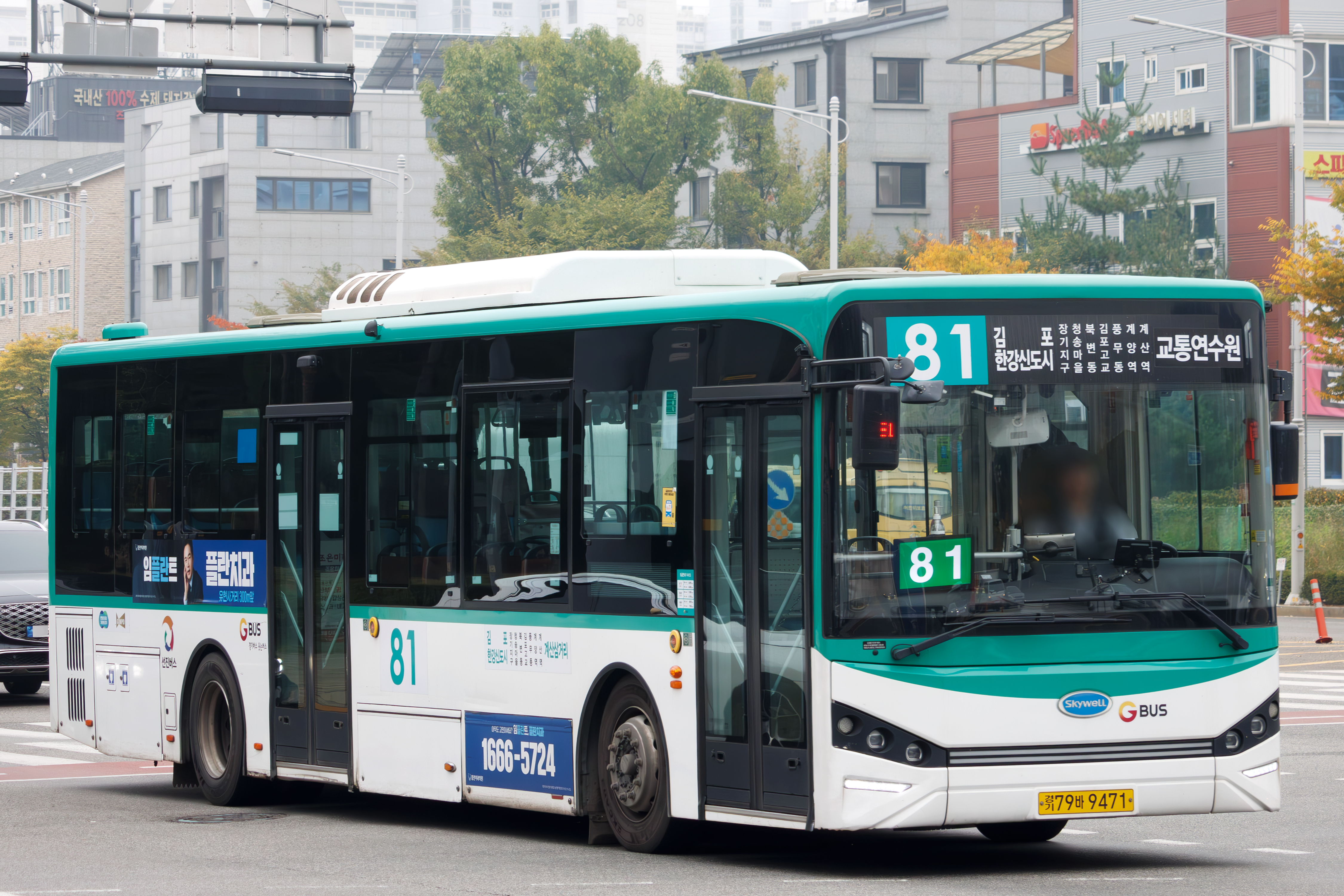
김포시내버스 81번

## 같이 보기
- 김포운수
- 강화운수
- 부천버스
- 신동아교통
- 강화교통